# Elina Guimarães
Elina Júlia Chaves Pereira Guimarães OL (Lisboa, 8 de agosto de 1904-Lisboa, 24 de junio de 1991 ), más conocida como Elina Guimarães, fue una escritora, jurista y activista feminista portuguesa. Vicepresidenta de la junta directiva del Consejo Nacional de Mujeres Portuguesas (CNMP). Era hija del político republicano Vitorino Guimarães.

## Trayectoria
Nació el 8 de agosto de 1904 en Lisboa, hija única de Alice Pereira Guimarães y de Vitorino Máximo de Carvalho Guimarães, miembro del ejército portugués que ocupó importantes cargos políticos durante la Primera República Portuguesa, entre ellos el de Presidente del Ministerio, el equivalente al actual cargo de primer ministro de Portugal. Al crecer en un entorno doméstico dominado por la política, se interesó desde muy joven por la acción política, especialmente por la defensa de los derechos de la mujer. Entusiasta y combativa en la defensa de sus convicciones de igualdad de derechos y oportunidades entre hombres y mujeres y de valoración de la capacidad intelectual de la mujer, obtuvo de Afonso Costa, amigo de la familia, el calificativo de "mujer del futuro". Tras completar sus primeros estudios en casa y asistir a los colegios Almeida Garrett y Passos Manuel, se matriculó en la Facultad de Derecho de la Universidad de Lisboa, que terminó el 25 de noviembre de 1926 con una nota de 18/20. En 1925, siendo aún estudiante universitaria, se unió al movimiento feminista y publicó en la revista Vida Académica una impugnación del contenido despectivo en relación con las mujeres que estudiaba la obra El tercer sexo, de Júlio Dantas. A raíz de este artículo, fue invitada por Adelaide Cabete a formar parte del Consejo Nacional de Mujeres Portuguesas (CNMP), del que llegó a ser secretaria general ya en 1927.
En 1928, fue elegida vicepresidenta de la junta del Consejo Nacional de Mujeres Portuguesas y elaboró, con la colaboración de Angélica Lopes Viana Porto y Sara Beirão, un plan de conferencias feministas. En este cargo, que ocupó en el período 1928-1929 y en 1931, promovió una revisión de los estatutos del Consejo y desarrolló una intensa actividad, especialmente en la defensa del derecho a la participación femenina en la vida política y en la lucha por la conquista del ssufragio femenino.
Otra gran causa a la que se dedicó fue la defensa de una educación igualitaria, que consideraba la forma de asegurar a las mujeres la misma preparación profesional y la misma libertad de trabajo de la que disfrutaban los hombres. Para ello presentó varias comunicaciones en congresos y reuniones públicas, entre ellas las tituladas La protección de la mujer trabajadora y Sobre la situación de la mujer profesional en el matrimonio.
Se casó en 1928 con Adelino da Palma Carlos, abogado, profesor de derecho y defensor de los ideales democráticos, que llegó a presidir el primer gobierno tras la Revolución de los Claveles. El matrimonio tuvo dos hijos, Antero da Palma-Carlos, médico, profesor y especialista de renombre mundial en inmunoalergología, y Guilherme da Palma-Carlos, juez-consejero.
En 1931, estuvo entre las intelectuales y activistas que protestaron ante el ministro de Instrucción Pública contra la supresión de la coeducación en la enseñanza primaria, defendiendo la existencia de contenidos de educación cívica y moral en las escuelas públicas y demostrando su inclinación maternalista, afirmando que era necesario que las mujeres de portuguesas se consagraran más que nunca a esa obra tan hermosa y de tan vasto alcance que era la protección de la infancia.
Años más tarde, en 1946, fue elegida vicepresidenta de la asamblea general del Consejo Nacional de Mujeres Portuguesas, ocupando el cargo en 1947, año en que las autoridades del régimen del Estado Novo determinaron su cierre.
También fue miembro destacado de varias organizaciones internacionales, entre ellas el Consejo Internacional de Mujeres, la Alianza Internacional para el Sufragio Femenino, la Phi Delta Legal Society y la Federation International des Femmes Diplômées em Droit.
Murió el 24 de junio de 1991 en Lisboa, a la edad de 86 años. Está enterrada en el Cementerio del Alto de São João.

## Colaboraciones en Prensa
Durante la década de 1930 y en los años siguientes, Guimarães mantuvo una fuerte presencia en la prensa con artículos que defendían los derechos políticos de las mujeres, la coeducación y el libre acceso de las mujeres a la vida profesional. Publicó artículos educativos con temas feministas y jurídicos, luchando contra los equívocos conceptuales asociados al feminismo y buscando interesar a las mujeres en la causa de la equivalencia moral, intelectual y social de ambos sexos. Asumió la dirección de la revista Alma Feminina (1929-1930), fue responsable de la Página Feminista de la revista Portugal Feminino y mantuvo colaboraciones en múltiples publicaciones periódicas, entre ellas O Rebate, Diário de Lisboa, Seara Nova, Diário de Notícias, O Primeiro de Janeiro, Máxima y Gazeta da Ordem dos Advogados.

## Obra selecta
Escribió:
- Dos Crimes Culposos (1930)
- O Poder Maternal (1933)
- A Lei em Que Vivemos, Noções de Direito Usual Relativo à Vida Feminina (1937)
- La Condition de la Femme au Portugal (1938)
- A Condição Jurídica da Mulher no Direito de Família perante as Nações Unidas (1962)
- Coisas de Mulheres (colectânea, 1975)
- Mulheres Portuguesas: Ontem e Hoje (1978)
- Sete Décadas de Feminismo (1991)

## Reconocimientos
El 26 de abril de 1985, fue condecorada con el grado de Oficial de la Orden de la Libertad en reconocimiento a su papel en la defensa de los derechos de la mujer y la lucha por la democracia en Portugal.
Su nombre forma parte de la toponimia de los municipios de: Amadora, Cascais (parroquia de São Domingos de Rana), Lisboa (parroquia de Lumiar), Odivelas (parroquia de Odivelas y Pontinha), Seixal, Setúbal y Sintra (parroquia de Massamá).